# Mistrzostwa NCAA Division I w Zapasach w 2017
Mistrzostwa NCAA Division I w zapasach rozegrane zostały w Saint Louis w dniach 16–18 marca 2017 roku. Zawody odbyły się na terenie Scottrade Center.
Punkty zdobyło 69 drużyn.
- Outstanding Wrestler – Zain Retherford

## Wyniki

### Drużynowo
| Kolejność | Szkoła                        | Zespół         |
| --------- | ----------------------------- | -------------- |
| 1.        | Pennsylvania State University | Nittany Lions  |
| 2.        | Ohio State University         | Buckeyes       |
| 3.        | Oklahoma State University     | Cowboys        |
| 4.        | University of Iowa            | Hawkeyes       |
| 5.        | University of Missouri        | Tigers         |
| 6.        | Virginia Tech                 | Hokies         |
| 7.        | Uniwersytet Minnesoty         | Golden Gophers |
| 8.        | Uniwersytet Cornella          | Big Red        |

### All American

#### 125 lb
| Lp. | Zawodnik            | Szkoła         |
| --- | ------------------- | -------------- |
| 1.  | Darian Cruz         | Lehigh         |
| 2.  | Ethan Lizak         | Minnesota      |
| 3.  | Thomas Gilman       | Iowa           |
| 4.  | Nicholas Piccininni | Oklahoma State |
| 5.  | Joey Dance          | Virginia Tech  |
| 6.  | Jack Mueller        | West Virginia  |
| 7.  | Sean Russell        | Edinboro       |
| 8.  | Nathan Kraisser     | Campbell       |

#### 133 lb
| Lp. | Zawodnik         | Szkoła             |
| --- | ---------------- | ------------------ |
| 1.  | Cory Clark       | Iowa               |
| 2.  | Seth Gross       | South Dakota State |
| 3.  | Nathan Tomasello | Ohio State         |
| 4.  | Stevan Mićić     | Michigan           |
| 5.  | Kaid Brock       | Oklahoma State     |
| 6.  | Eric Montoya     | Nebraska           |
| 7.  | Zane Richards    | Illinois           |
| 8.  | Scott Parker     | Lehigh             |

#### 141 lb
| Lp. | Zawodnik         | Szkoła               |
| --- | ---------------- | -------------------- |
| 1.  | Dean Heil        | Oklahoma State       |
| 2.  | George DiCamillo | West Virginia        |
| 3.  | Kevin Jack       | North Carolina State |
| 4.  | Bryce Meredith   | Wyoming              |
| 5.  | Jaydin Eierman   | Missouri             |
| 6.  | Anthony Ashnault | Rutgers              |
| 7.  | Matthew Kolodzik | Princeton            |
| 8.  | Thomas Thorn     | Minnesota            |

#### 149 lb
| Lp. | Zawodnik         | Szkoła             |
| --- | ---------------- | ------------------ |
| 1.  | Zain Retherford  | Penn State         |
| 2.  | Lavion Mayes     | Missouri           |
| 3.  | Brandon Sorensen | Iowa               |
| 4.  | Micah Jordan     | Ohio State         |
| 5.  | Max Thomsen      | Northern Iowa      |
| 6.  | Solomon Chishko  | Virginia Tech      |
| 7.  | Kenny Theobold   | Rutgers            |
| 8.  | Alex Kocer       | South Dakota State |

#### 157 lb
| Lp. | Zawodnik        | Szkoła         |
| --- | --------------- | -------------- |
| 1.  | Jason Nolf      | Penn State     |
| 2.  | Joey Lavallee   | Missouri       |
| 3.  | Michael Kemerer | Iowa           |
| 4.  | Joseph Smith    | Oklahoma State |
| 5.  | Tyler Berger    | Nebraska       |
| 6.  | Dylan Palacio   | Cornell        |
| 7.  | Paul Fox        | Stanford       |
| 8.  | Sal Mastriani   | Virginia Tech  |

#### 165 lb
| Lp. | Zawodnik        | Szkoła         |
| --- | --------------- | -------------- |
| 1.  | Vincenzo Joseph | Penn State     |
| 2.  | Isaiah Martinez | Illinois       |
| 3.  | Logan Massa     | Michigan       |
| 4.  | Isaac Jordan    | Wisconsin      |
| 5.  | Chandler Rogers | Oklahoma State |
| 6.  | Daniel Lewis    | Missouri       |
| 7.  | Chad Walsh      | Rider          |
| 8.  | Brandon Womack  | Cornell        |

#### 174 lb
| Lp. | Zawodnik       | Szkoła         |
| --- | -------------- | -------------- |
| 1.  | Mark Hall      | Penn State     |
| 2.  | Bo Jordan      | Ohio State     |
| 3.  | Zahid Valencia | Arizona State  |
| 4.  | Myles Amine    | Michigan       |
| 5.  | Brian Realbuto | Cornell        |
| 6.  | Zac Brunson    | Illinois       |
| 7.  | Kyle Crutchmer | Oklahoma State |
| 8.  | Jake Residori  | SIUE           |

#### 184 lb
| Lp. | Zawodnik       | Szkoła         |
| --- | -------------- | -------------- |
| 1.  | Bo Nickal      | Penn State     |
| 2.  | Gabe Dean      | Cornell        |
| 3.  | TJ Dudley      | Nebraska       |
| 4.  | Sammy Brooks   | Iowa           |
| 5.  | Myles Martin   | Ohio State     |
| 6.  | Nolan Boyd     | Oklahoma State |
| 7.  | Drew Foster    | Northern Iowa  |
| 8.  | Nathan Jackson | Indiana        |

#### 197 lb
| Lp. | Zawodnik         | Szkoła         |
| --- | ---------------- | -------------- |
| 1.  | J’den Cox        | Missouri       |
| 2.  | Brett Pfarr      | Minnesota      |
| 3.  | Kollin Moore     | Ohio State     |
| 4.  | Jared Haught     | Virginia Tech  |
| 5.  | Aaron Studebaker | Nebraska       |
| 6.  | Preston Weigel   | Oklahoma State |
| 7.  | Ryan Wolfe       | Rider          |
| 8.  | Kevin Beazley    | Old Dominion   |

#### 285 lb
| Lp. | Zawodnik           | Szkoła            |
| --- | ------------------ | ----------------- |
| 1.  | Kyle Snyder        | Ohio State        |
| 2.  | Connor Medbery     | Wisconsin         |
| 3.  | Tanner Hall        | Arizona State     |
| 4.  | Ty Walz            | Virginia Tech     |
| 5.  | Nick Nevills       | Penn State        |
| 6.  | Jacob Kasper       | Duke              |
| 7.  | Michael Kroells    | Minnesota         |
| 8.  | Denzel Dejournette | Appalachian State |